# Geraldine Viswanathan
Pour les articles homonymes, voir Geraldine et Viswanathan.
Geraldine Viswanathan, née le 20 juin 1995, à Newcastle en Australie est une actrice australienne.

## Biographie
En 2018, elle tient l'un des rôles principaux du film de Kay Cannon, Contrôle parental (Blockers).

## Filmographie

### Cinéma

#### Longs métrages
- 2016 : Emo the Musical (en) de Neil Triffett : Jamali
- 2016 : All Out Dysfunktion! de Ryan LeMasters : Vizzie
- 2018 : Le Paquet (The Package) de Jake Szymanski : Becky Abelar
- 2018 : Contrôle parental (Blockers) de Kay Cannon : Kayla Mannes
- 2019 : Hala de Minhal Baig : Hala
- 2019 : Bad Education de Cory Finley (en)
- 2020 : La Galerie des cœurs brisés (The Broken Hearts Gallery) de Natalie Krinsky : Lucy
- 2023 : Cat Person de Susanna Fogel : Taylor
- 2023 : The Beanie Bubble (en) de Ron Howard : Maya
- 2024 : Drive-Away Dolls d'Ethan Coen : Marian
- 2025 : Thunderbolts* de Jake Schreier : Mel, l'assistante de la comtesse
- 2025 : Honey Don't! d'Ethan Coen

#### Courts métrages
- 2015 : Moose de Arka Das : Lucy
- 2015 : Big Bad World de Catherine Kelleher : Neha
- 2016 : Spice Sisters de Sheila Jayadev
- 2017 : Dirt Tin de James Fraser : Crystal

### Télévision

#### Séries télévisées
- 2015 : Lost Angels : Sarah (1 épisode)
- 2017 : The Y2K Bug : Addison (1 épisode)
- 2017 : Janet King (en) : Bonnie Mahesh (rôle récurrent, 8 épisodes)

- 2019 : Miracle Workers : Eliza (rôle principal)